# Naučná stezka Jáchymovské peklo
Naučná stezka Jáchymovské peklo je trasa pro pěší turistiku vyznačená v okolí Jáchymova. V roce 2001 byla otevřena a v roce 2015 obnovena. Naučná stezka je připomínkou pracovních táborů pro těžbu uranu ze 40.–50. let 20. století, zároveň však obsahuje informace o historii města, okolní přírodě a ekologii. Trasa stezky má 12 panelů a pět QR kódů odkazujících na web s popisem dané zastávky. Stezka vede po žlutě značené trase KČT 6710, kterou až na jeden krátký úsek využívá v celé délce, a ke konci modře značené trase 1435 a má celkovou délku 8,5 kilometru. Stezka je střední obtížnosti, vzhledem k horským podmínkám dané lokality není vhodná pro návštěvu v zimním období.

## Budování stezky

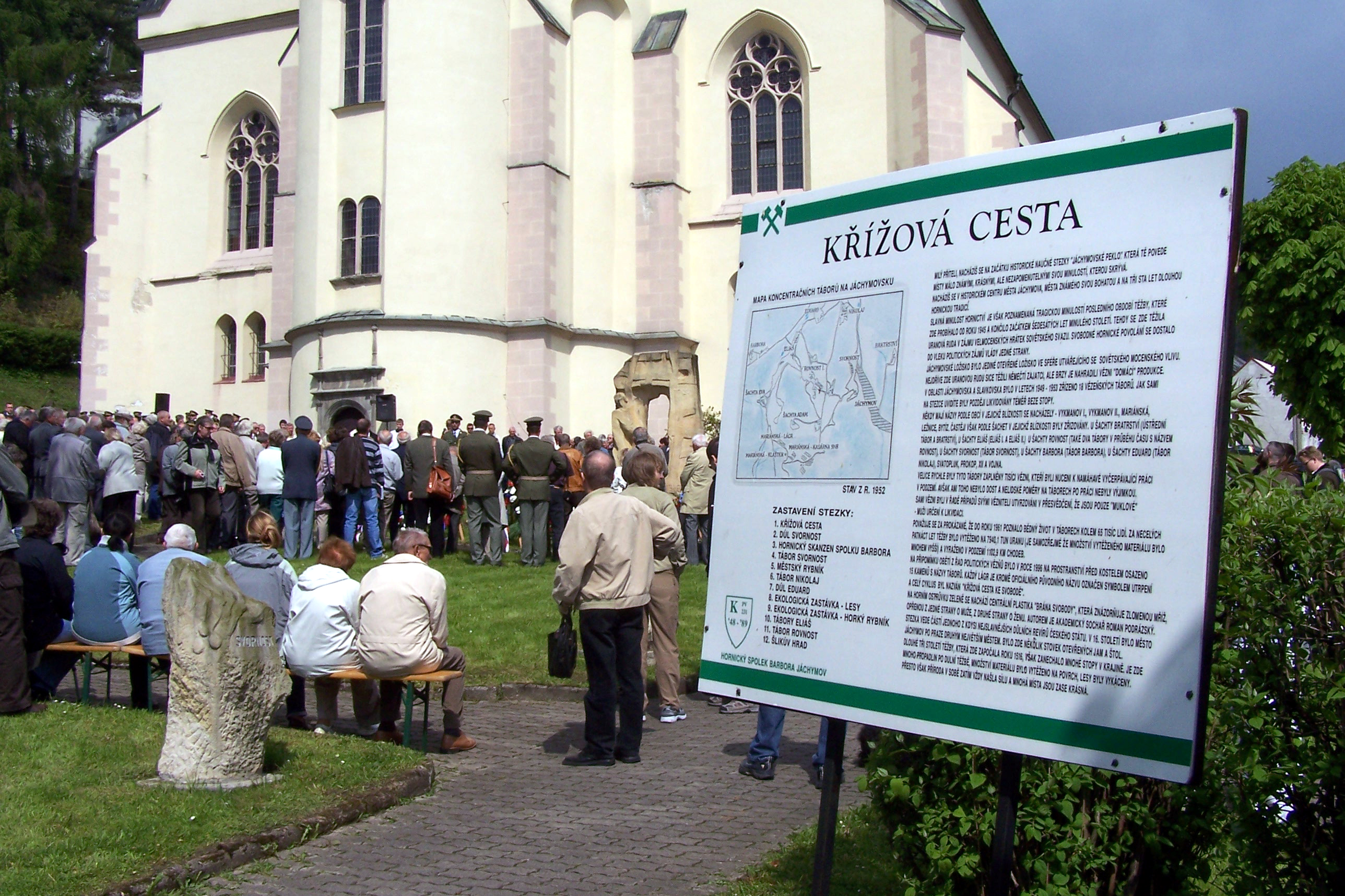
Úvodní panel původní verze naučné stezky v roce 2010

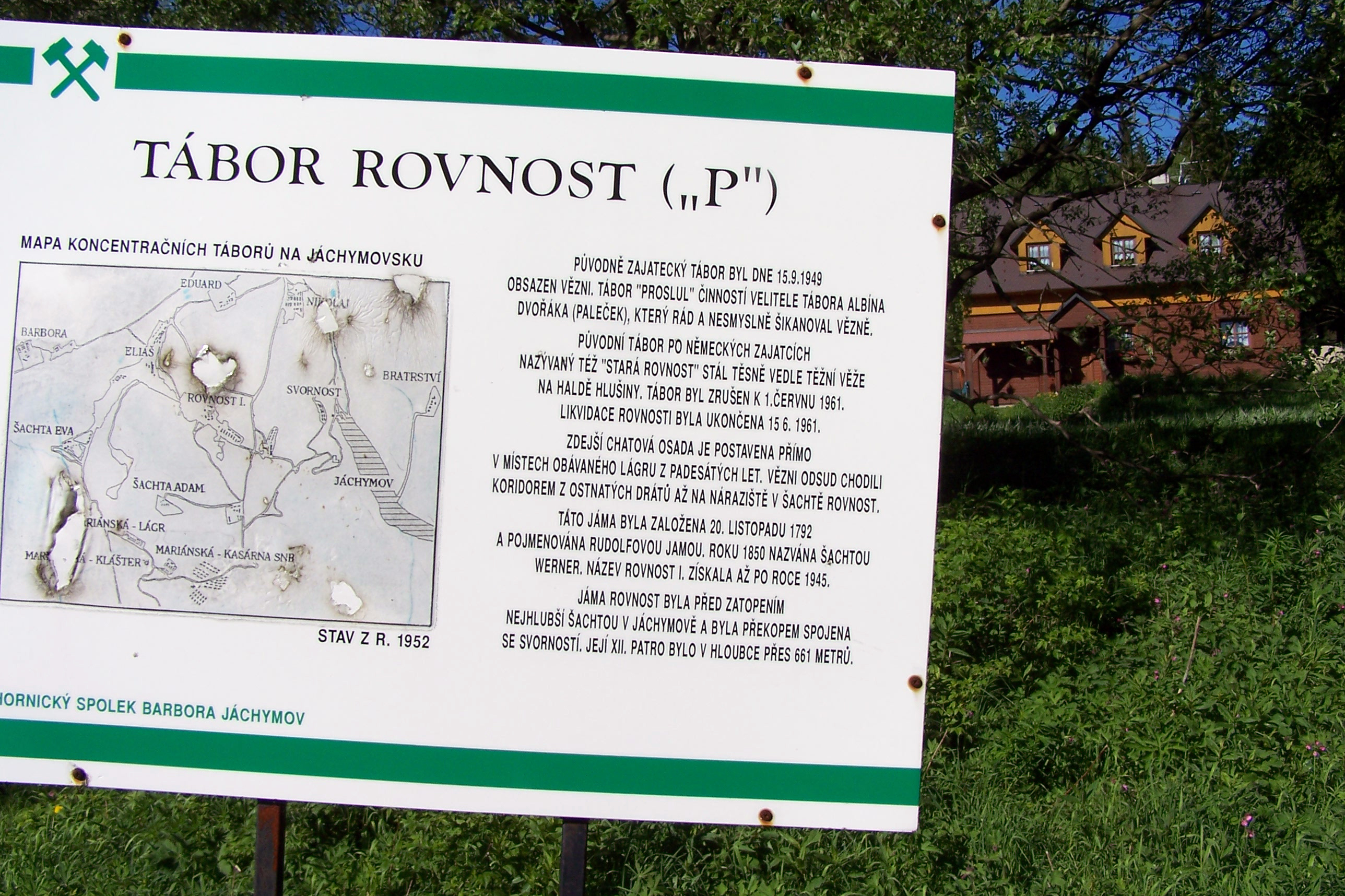
Poškozený panel původní verze naučné stezky v prostoru bývalého pracovního tábora Rovnost

Iniciátorem vzniku stezky byl jáchymovský Hornický spolek Barbora, kterému se podařilo získat podporu karlovarské pobočky Konfederace politických vězňů, města Jáchymova, okresního a krajského úřadu. Na samotné realizaci projektu se podílel rovněž okresní Klub českých turistů v Karlových Varech. Hotová naučná stezka byla otevřena roku 2001.

## Obnova stezky
V letech 2014–2015 spolek Političtí vězni.cz provedl obnovu naučné stezky, jejíž některé panely již byly značně poničeny. Obnova stezky spočívala především v instalaci nových panelů s aktualizovaným a doplněným obsahem v nové grafice. Na tvorbě obnovené stezky se podíleli dobrovolníci, pamětníci, historici a pracovníci krajského muzea. Obnovená naučná stezka byla otevřena 27. června 2015 v Den památky obětí komunistického režimu. Úvodní tabuli slavnostně odhalili kmotři stezky Hana Truncová, Zdeněk Mandrholec a František Wiendl. Následovala komentovaná túra po stezce a večerní „Koncert pro Jáchymov“ se skupinou The Tap Tap.

## Popis trasy
Trasa naučné stezky vede okruhem po žluté turistické značce. Začíná panelem Naučná stezka Jáchymovské peklo (1) umístěným u památníku Křížová cesta ke svobodě před kostelem svatého Jáchyma a svaté Anny v Jáchymově. Trasa pokračuje do kopce kolem mincovny a po schodišti k panelu Důl Svornost (2). Odtamtud stezka půl kilometru stoupá lesem kolem panelů Štola č.1 (3) a Mauthausenské schody (4) až nahoru na plošinu, na které stával pracovní tábor Svornost (5). Trasa pokračuje cca 1,2 kilometru po vrstevnici k panelu Městský rybník (6), odkud půl kilometru stoupá k prostorám bývalého pracovního tábora Nikolaj (7). Od něj se jde asi 700 metrů po zpevněné cestě kolem panelu Lesní porosty Jáchymovska (8) až do míst, kde stojí pozůstatky dolu Eduard (9). Právě na dole Eduard pracovali vězni z tábora Nikolaj. Od dolu Eduard cesta klesá k Heinzovu rybníku (10) a pokračuje cca 1 kilometr údolím Eliášského potoka k panelu tábory Eliáš (11) s odbočkou ke Skautskému kříži (12, QR kód). Následuje kilometrové stoupání k zastávce tábor Rovnost (13, QR kód) a infopanelu Důl a tábory Rovnost (14). Zbývajících 1,3 kilometru směřuje po modré turistické značce kolem zastávky Švýcar (15, QR kód) a kaple Matky Boží (16, QR kód) ke kapli Panny Marie Altöttinské (17, QR kód), kde je poslední zastavení naučné stezky. Zpět do města se sestupuje kolem věže Šlikovky s pěkným výhledem na horu Klínovec s vysílačem.